# محمد فردوس أتاسي
 محمد فردوس أتاسي (1942- 2021 م) مخرج سوري، لُقِّب بشيخ المخرجين السوريين. 

## سيرته
وُلد محمد فردوس أتاسي في حمص، عام 1942. درس بالمعهد العالي للفنون في براغ بـ”تشيكوسلوفاكيا” وحصل منه على شهادة (ماجستير) عام 1970، لتكون أول أعماله مسرحية “الغرباء لا يشربون القهوة”، وافتتح بها مهرجان دمشق المسرحي عام 1971. انتسب إلى نقابة الفنانين السوريين في العام نفسه، وشغل منصب رئيس دائرة المخرجين في التلفزيون السوري.
يعد من أهم المخرجين في الوسط الفني السوري فيما سُمي بالعصر الذهبي، ونال على ذلك لقب شيخ المخرجين السوريين. اهتم بأعمال دراما التلفزيون منذ عام 1972.
وعمل أيضًا مدرِّسًا في المعهد العالي للفنون المسرحية بدمشق أكثر من 10 سنوات، وكان عضوًا في لجان التحكيم بكثير من المهرجانات الدَّولية في “براغ” و”القاهرة” و”تونس” و”المنامة.” وفي عام 2018 اختارته وزارة الثقافة السورية ضمن المبدعين السوريين الـ 12 المكرَّمين في احتفالية يوم الثقافة السورية، لما صنعه من أعمال إبداعية لاقت نجاحًا لدى الجمهور.
وهو متزوِّج وله ثلاثة أبناء.

## أعماله

### في المسـرح
- «الغرباء لا يشربون القهوة» لمحمود دياب (1971).[4]

### في التلفزيون
- البيادر (1976)
- الدروب الضيقة (1980)
- امرأة لا تعرف اليأس (1987)
- الطبيبة (1988)
- نهاية اللعبة (1990) [5]
- العروس (1992)
- المحكوم (1995)
- مذكرات عائلة (1998)
- ثلوج الصيف (1999)
- الملاك الثائر: جبران (مسلسل) 2006
- وطن حاف 2013
- اللوحة السوداء
- الهروب إلى القمة
- تمر حنة
- ياقوت الحموي
- أحلام منتصف الليل

## جوائزه وتكريمه
نال العديد من الجوائز الذهبية والفضية والبرونزية من “إيران”، و”مصر”، و”تونس”، و”تشيكوسلوفاكيا”. 
إضافة إلى العديد من شهادات التقدير في “سوريا” عن أعماله الدرامية.

## وفاته
توفي يوم الأحد 6 حزيران/يونيو 2021 ميلاديًّا، الموافق 25 شوال 1442 هجريًّا، عن عمر 79 عاماً متأثراً بمضاعفات فيروس كورونا. وقد نُقل جثمانه من «مستشفى الأندلس» في دمشق إلى حمص وصُلي عليه في «مسجد الأتاسي» ثم ووري جثمانه في مقبرة العائلة.